# Rinaldo Donzelli
Rinaldo Donzelli (Mariano Comense, 12 settembre 1921 – 17 agosto 1984) è stato un artista e designer italiano.

## Origini e formazione
Già dalla prima infanzia, che trascorre nella natia Mariano Comense, Donzelli manifesta un precoce talento per il disegno e la pittura. Avviato alla professione di falegname in una delle numerose botteghe del paese, diventa ben presto intagliatore per l'abilità che dimostra nell'avvolgere i nodi del legno in volute di foglia. 
La pittura rimane tuttavia la sua vera passione, un mezzo per indagare la realtà in tutte le sue forme e riproporne di volta in volta aspetti diversi, epurandoli dalla grevità del quotidiano attraverso la sua personale visione. Prendono così forma suggestivi paesaggi, disegni a pastello con episodi di vita quotidiana e ritratti che incontrano il favore del pubblico e dei committenti per la sorprendente aderenza al vero e lo stile incisivo che sa cogliere con pochi, essenziali tocchi, le fattezze e i moti dell'animo dei suoi modelli.
Nel 1943, durante il servizio militare, conosce Bruno Munari con cui stringe un'amicizia profonda che si concretizzerà poi in una fruttuosa collaborazione che durerà tutta la vita.

## L'attività di designer
Poco dopo la fine della guerra, Donzelli apre il suo primo studio di pubblicità a Milano in Via Cesare Correnti e nel 1946, quasi due anni più tardi, approda a Palazzo dell'Arte (l'attuale Triennale) dove collabora alle prime mostre settoriali della R.I.M.A. in qualità di art director (mansione a suo tempo più frequentemente indicata come “pittore pubblicitario”). Nel 1947 è infatti tra i curatori della “I^ Mostra della Carrozzeria Italiana”, prima esposizione esclusivamente dedicata all'industria automobilistica e motociclistica italiana, che contribuirà a lanciare le imprese del settore a livello internazionale.
Proprio il settore motociclistico, che si rivelerà il suo ambiente d'elezione, gli permetterà di esprimere al meglio il suo estro creativo, dando un ulteriore impulso alla sua carriera di grafico e designer: nel 1956 è tra i soci fondatori dell'ADI (Associazione per il Disegno Industriale) e dal 1950 al 1964 collabora con la Gilera come consulente per il disegno industriale, curandone gli allestimenti fieristici ed i negozi in Italia e all'estero, oltre a creare l'immagine coordinata dell'azienda. Con gli stessi incarichi lavora per la Moto Guzzi dal 1965 al 1972, per la Bianchi e per la Carnielli, casa produttrice di biciclette di Vittorio Veneto. 
Per quest'ultima nel 1964 Donzelli disegna Graziella, la celebre bicicletta pieghevole lanciata all'epoca come la Rolls Royce di Brigitte Bardot e che è oggi annoverata tra gli oggetti culto del designer italiano.
Parallelamente a queste collaborazioni, Donzelli mantiene costanti rapporti con le aziende della natia Brianza, per le quali disegna diversi marchi, molti dei quali ancora in uso. In particolare, la profonda stima e ammirazione per il lavoro artigianale altamente qualificato – retaggio delle sue esperienze giovanili come intagliatore - lo portano a ideare e promuovere la Biennale dello Standard nell'Arredamento di Mariano Comense, che curerà dal 1957 fino alla sua morte.
Dal 1972 in poi si dedica, oltre alla pittura –suo primo amore- alla scultura e a un'importante ricerca sulla morfologia e meccanica articolare del corpo umano per una corretta progettazione, oltre che ad un altro, approfondito studio per il recupero di antiche tecniche di decorazione murale. Sono di questi anni due importanti pubblicazioni: “Disegnare una persona” (1972) edito da Zanichelli nella collana “disegnare, colorare, costruire” diretta da Bruno Munari e “Guida ai lavori in legno” (1978) di Mondadori.
Col figlio Paolo – ingegnere - progetta e realizza diverse “meridiane solari” perfettamente funzionanti.